# Joanne
Joanne (Джоан) е петият студиен албум на американската изпълнителка Лейди Гага. Премиерата му е на 21 октомври 2016 г. Първият сингъл е песента „Perfect Illusion“, издадена на 9 септември 2016 г. Тя дебютира на първо място в iTunes в над 60 държави и под #15 в класацията на Билборд.
Веднага след издаването си, албумът е начело в класациите на iTunes в повече от 70 държави. Междувременно Гага става първият изпълнител в историята, който да има албум на първо място в общата класация, класацията за поп албум, класацията за джаз албум и класацията за кънтри албум на iTunes едновременно.
Една седмица след премиерата, той застава начело на класацията Billboard 200 за най-продаваните албуми през последните 7 дни. С 200 000 продадени копия, той става вторият албум с най-добри продажби през дебютната си седмица от женски изпълнител през 2016 г.
Албумът е продал близо 1 100 000 копия по света и над 500 000 в САЩ.

## Списък с песните

### Оригинално издание
1. „Diamond Heart“ – 3:30
2. „A-Yo“ – 3:28
3. „Joanne“ – 3:17
4. „John Wayne“ – 2:54
5. „Dancin' In Circles“ – 3:27
6. „Perfect Illusion“ – 3:02
7. „Million Reasons“ – 3:25
8. „Sinner's Prayer“ – 3:43
9. „Come to Mama“ – 4:15
10. „Hey Girl“ (с Флорънс Уелч) – 4:15
11. „Angel Down“ – 3:49

### Делукс издание
1. „Grigio Girls“ – 3:00
2. „Just Another Day“ – 2:58
3. „Angel Down“ (работен вариант) – 2:20

### Японско издание
1. „Million Reasons“ (работен вариант) – 3:23

## Продажби и сертификати
| Държава            | Продажби | Сертификат |
| ------------------ | -------- | ---------- |
| Австралия          | 15 000   |            |
| Бразилия           | 40 000   | Платинен   |
| Франция            | 20 000   |            |
| Германия           | 20 000   |            |
| Италия             | 25 000   | Златен     |
| Мексико            | 60 000   | Платинен   |
| Канада             | 40 000   | Златен     |
| Обединено Кралство | 100 000  | Златен     |
| САЩ                | 650 000  | Платинен   |
| Япония             | 40 000   |            |